# مندلورین (فصل ۲)
در دومین فصل از مجموعهٔ تلویزیونی آمریکایی مندلورین (انگلیسی: The Mandalorian)، پدرو پاسکال در نقش شخصیت عنوان که یک شکارچی جایزه‌بگیر است، در تلاش است که «بچه» را به هم‌نوعانش، جدای، بازگرداند. این فصل بخشی از فرنچایز جنگ ستارگان است که داستان آن پس از وقایع بازگشت جدای (۱۹۸۳) اتفاق می‌افتد. تولید این فصل بر عهدهٔ لوکاس‌فیلم، فاورویو انترتینمنت و گولم کرینشنز بود و جان فاورو در مقام شورانر فعالیت می‌کرد.
توسعه فصل دوم مندلورین از ژوئیه ۲۰۱۹ آغاز شده بود و فاورو به دنبال گسترش دامنه این مجموعه و معرفی شخصیت‌های جدید بود؛ چندین شخصیت از رسانه‌های پیشین جنگ ستارگان در این فصل ظاهر می‌شوند. فیلم‌برداری از اکتبر ۲۰۱۹ تا مارس ۲۰۲۰ انجام شد و چندین روز بعد به‌دلیل دنیاگیری کووید-۱۹ تولیدات سینمایی و تلویزیونی مجبور به بسته شدن شد. مراحل پس از تولید از جمله آهنگسازی موسیقی توسط لودویگ گورانسون از راه دور انجام شد.
این فصل هشت قسمتی در ۳۰ اکتبر ۲۰۲۰ در سرویس استریمینگ دیزنی پلاس پخش شد و تا ۱۸ دسامبر ۲۰۲۰ ادامه داشت. نظر منتقدان به این فصل مثبت بود. ساخت فصل سوم این مجموعه اعلام شده‌است.

## قسمت‌ها
| شم. کلی | شم. در فصل | عنوان            | کارگردان           | نویسنده      | تاریخ پخش اصلی |
| ------- | ---------- | ---------------- | ------------------ | ------------ | -------------- |
| ۹       | ۱          | «بخش ۹: کلانتر»  | جان فاورو          | جان فاورو    | ۳۰ اکتبر ۲۰۲۰  |
| ۱۰      | ۲          | «بخش ۱۰: مسافر»  | پیتون رید          | جان فاورو    | ۶ نوامبر ۲۰۲۰  |
| ۱۱      | ۳          | «بخش ۱۱: وارث»   | برایس دالاس هاوارد | جان فاورو    | ۱۳ نوامبر ۲۰۲۰ |
| ۱۲      | ۴          | «بخش ۱۲: محاصره» | کارل ویترز         | جان فاورو    | ۲۰ نوامبر ۲۰۲۰ |
| ۱۳      | ۵          | «بخش ۱۳: جدای»   | دیو فیلونی         | دیو فیلونی   | ۲۷ نوامبر ۲۰۲۰ |
| ۱۴      | ۶          | «بخش ۱۴: تراژدی» | رابرت رودریگز      | جان فاورو    | ۴ دسامبر ۲۰۲۰  |
| ۱۵      | ۷          | «بخش ۱۵: معتقد»  | ریک فامیویوا       | ریک فامیویوا | ۱۱ دسامبر ۲۰۲۰ |
| ۱۶      | ۸          | «بخش ۱۶: نجات»   | پیتون رید          | جان فاورو    | ۱۸ دسامبر ۲۰۲۰ |